# Janez Drozg
Janez Drozg (* 4. April 1933 in Celje; † 10. November 2005 in Ljubljana) war ein jugoslawischer bzw. slowenischer Fernseh- und Filmregisseur. 
Neben seiner Arbeit mit TV Ljubljana, die den Großteil seiner Karriere darstellte, hatte er auch Regie in dem Film Boj na poziralniku (1982) und 1980 sogar einen Auftritt als Schauspieler in dem Film Prestop.
Er war Professor an der Akademie für Theater, Radio, Film und Fernsehen in Ljubljana.